# أ. جاي غريفين
أ. جاي غريفين (بالإنجليزية: A. J. Griffin)‏ هو لاعب كرة قاعدة أمريكي، ولد في 28 يناير 1988 في الكاهون في الولايات المتحدة.

## وصلات خارجية
- أ. جاي غريفين على موقع دوري كرة القاعدة الرئيسي (الإنجليزية)
- أ. جاي غريفين على موقعبيزبول رفرنس.كوم (الدوري الرئيسي) (الإنجليزية)
- أ. جاي غريفين على موقعبيزبول رفرنس.كوم (الدوري الثانوي) (الإنجليزية)
- أ. جاي غريفين على موقع إي إس بي إن.كوم (أم.أل.بي) (الإنجليزية)
- أ. جاي غريفين على موقع مشجعي الرسوم البيانية (الإنجليزية)